# Gagea bergii
Gagea bergii là một loài thực vật có hoa trong họ Liliaceae. Loài này được Litv. miêu tả khoa học đầu tiên năm 1932.